# Hrib (Šmarješke Toplice, Slovenija)
Hrib je naselje u slovenskoj Općini Šmarješke Toplice. Hrib se nalazi u pokrajini Dolenjskoj i statističkoj regiji Jugoistočnoj Sloveniji. 

## Stanovništvo
Prema popisu stanovništva iz 2002. godine naselje je imalo 31 stanovnika.